# Tricouni-beslag

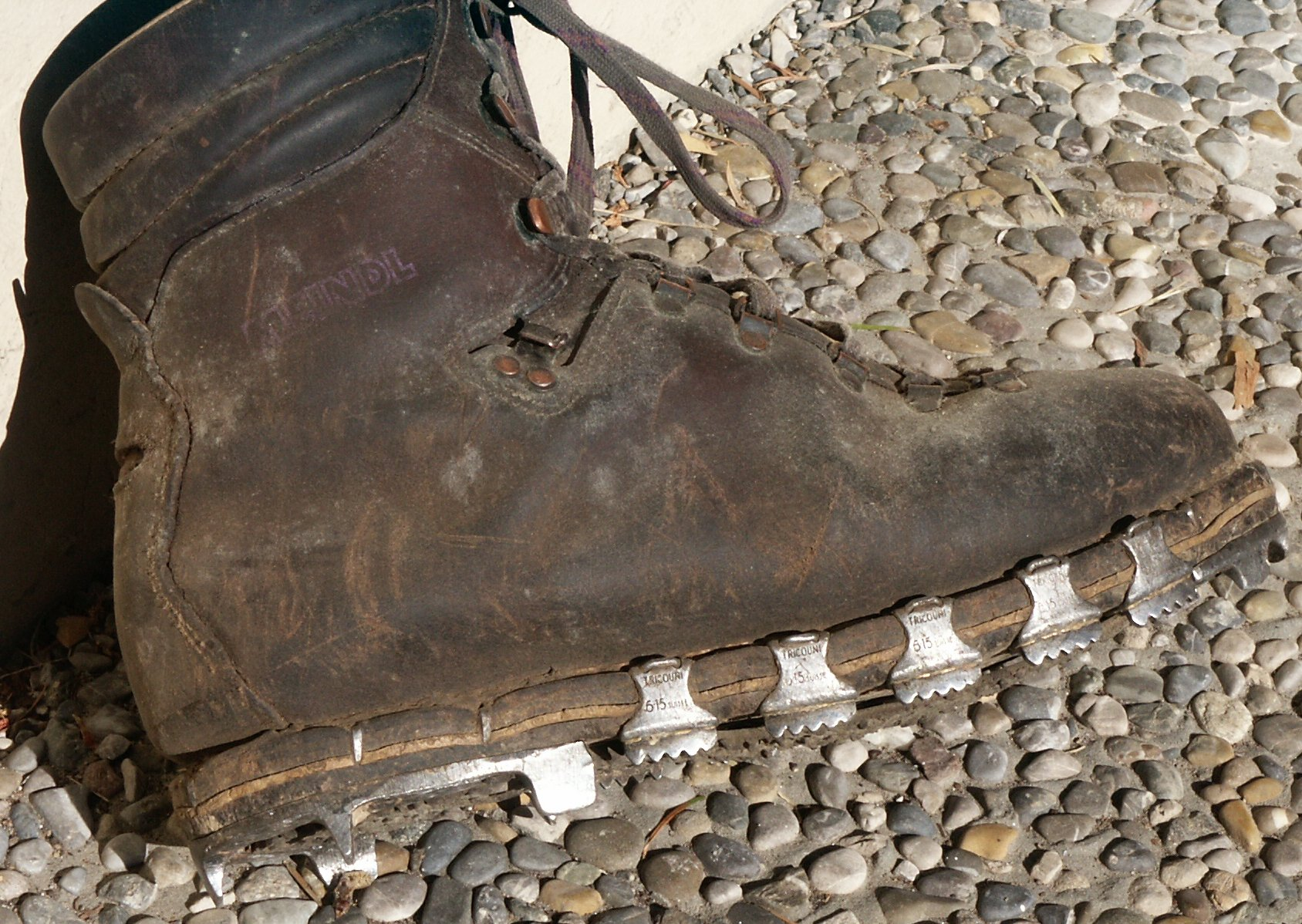

Tricouni-beslag is een beslag voor bergschoenen, dat uit metalen hoeken bestaat die aan de onderzijde getand zijn. De metalen hoekjes worden aan de schoenzolen genageld. Het beslag is vernoemd naar de Zwitserse uitvinder Félix-Valentin Genecand, alias Tricouni (1878-1957). 
Het beslag kan op verschillende manieren worden aangebracht, maar meestal wordt het aan beide zijkanten van de schoen aangebracht. Bij hiel en tenen wordt het dikwijls vervangen door smeedijzeren stukken, waarbij het hielstuk op een hoefijzer lijkt.
Vroeger waren bergschoenen met Tricouni-beslag zeer gebruikelijk, zoals men ook in oudere films kan zien. Tegenwoordig dragen enkel schaapherders, houthakkers en wildhooiers dit nog, omdat dit systeem grote stabiliteit geeft op steile graslanden en natte gevelde boomstammen. Ook op pure rotsondergrond kan dit goede stabiliteit geven, maar het vereist wel oefening bij het klimmen.